# Brean Down
Brean Down est un promontoire rocheux du Somerset, en Angleterre, culminant à 97 mètres d'altitude face au canal de Bristol. Il constitue, avec les îlots de Steep Holm et Flat Holm, l'extrémité occidentale des collines de Mendip. Propriété du National Trust et site classé, il abrite une importante biodiversité et des richesses archéologiques et historiques, parmi lesquelles un fort bâti en 1865 et réarmé durant la Seconde Guerre mondiale.

## Toponymie
Le nom de Brean Down viendrait du mot d'origine celte brez signifiant « colline » et de Dun désignant une pente ou un fort.

## Géographie

### Situation, topographie

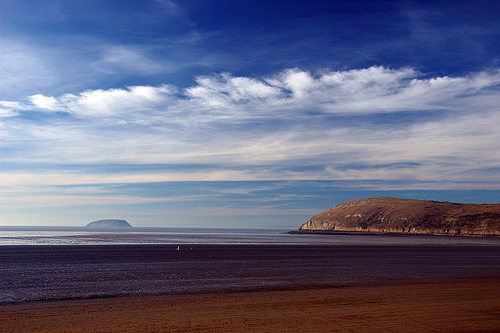
Vue de Brean Down (à droite) et Steep Holm (à gauche).

Brean Down se trouve dans le comté non-métropolitain du Somerset, dans le Sud-Ouest de l'Angleterre, au Royaume-Uni. Il s'élève à 97 mètres d'altitude, sous la forme d'un promontoire de deux kilomètres de longueur dominant le canal de Bristol et plus particulièrement la baie de Bridgwater. Il est rattaché à la Grande-Bretagne, à l'est, entre Weston-super-Mare et Burnham-on-Sea. Il constitue l'extrémité occidentale des collines de Mendip, à l'exception des îlots de Steep Holm et Flat Holm. Il offre sur son versant méridional des falaises vertigineuses.

### Géologie
Brean Down est constitué, comme la majeure partie des collines de Mendip, de calcaire carbonifère.

## Histoire
Des vestiges d'un fort de l'âge du fer, ainsi que de tumulus et de systèmes de culture de la Préhistoire sont présents sur la colline. Il existe également des preuves de l'existence d'un sanctuaire paganiste datant de l'époque pré-romaine. Celui-ci est converti en temple de style britto-romain au milieu du IVe siècle, puis probablement transformé en oratoire chrétien à la fin de ce siècle. Plusieurs artefacts romains incluant des pièces en or d'Auguste, de Néron et de Nero Claudius Drusus, deux deniers d'argent de Vespasien et un anneau cornélien ont été découverts sur le site lors de l'exploitation d'une carrière. La tradition veut que les corps des chevaliers responsables de l'assassinat de Thomas Becket ait été retournés et enterrés sur le site.

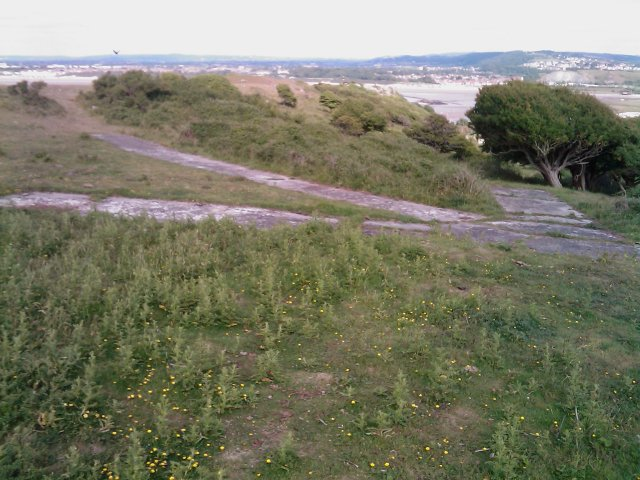
Vue de la flèche en béton sur Brean Down.

La construction du fort de Brean Down commence en 1864 et s'achève en 1871 en suivant les recommandations de la Commission royale de 1859. Il constitue l'ouvrage le plus méridional du système de défense le long du canal de Bristol, protégeant ainsi l'accès à Bristol et Cardiff. Au déclenchement de la Seconde Guerre mondiale, il est réarmé avec deux anciens canons d'artillerie navale d'un calibre de six pouces, tandis que des postes à mitrailleuse sont installés sur la colline. Au cours du conflit, le site est également utilisé comme champ de tir pour des roquettes et des armes expérimentales. Une large flèche en béton est tracée sur le versant de la colline afin de diriger les artilleurs lors de leurs exercices.
Dans les années 1860, des plans sont dressés visant à la construction d'un port en eau profonde sur la côte septentrionale de Brean Down. Les pierres des fondations de la jetée sont apportées mais le projet est abandonné et, après une violente tempête, les fondations sont détruites.
En 1897, après le succès des transmissions sans fil de Lavernock Point au pays de Galles à Flat Holm, Guglielmo Marconi déplace ses installations vers Brean Down et établit ainsi un nouveau record de distance pour une transmission en mer.
En 1952, l'ancien conseil de district métropolitain d'Axbridge offre Brean Down au National Trust afin de célébrer le Festival of Britain. Après avoir restauré le fort, le conseil de district de Sedgemoor en fait de même en 2002.
Diverses propositions ont été étudiées afin de construire un barrage à énergie marémotrice entre l'estuaire de la Severn et le canal de Bristol, notamment de Lavernock Point à Brean Down.

## Protection environnementale
Brean Down est la propriété du National Trust et est classé en tant que site d'intérêt scientifique particulier.